# Keo (Arkansas)
Keo è un comune degli Stati Uniti d'America, situato in Arkansas, nella contea di Lonoke.